# Leonardo Cuéllar
Leonardo Cuéllar Rivera (ur. 14 stycznia 1952 w mieście Meksyk) – meksykański piłkarz występujący na pozycji środkowego pomocnika, obecnie selekcjoner reprezentacji Meksyku kobiet.

## Kariera klubowa
Cuéllar pochodzi ze stołecznego miasta Meksyk i jest wychowankiem tamtejszego klubu Pumas UNAM. Do pierwszego zespołu został włączony jako dwudziestolatek przez hiszpańskiego szkoleniowca Ángela Zubietę i w sezonie 1972/1973 zadebiutował w meksykańskiej Primera División, od razu zostając podstawowym zawodnikiem ekipy. W sezonie 1974/1975 triumfował ze swoją drużyną w rozgrywkach krajowego pucharu – Copa México oraz w superpucharze kraju – Campeón de Campeones. Podczas rozgrywek 1976/1977 zdobył jedyne w swojej karierze mistrzostwo Meksyku, zaś w sezonie 1977/1978 oraz rok później, w rozgrywkach 1978/1979, zanotował tytuły wicemistrza kraju. W połowie 1979 roku odszedł do amerykańskiego San Diego Sockers, którego barwy reprezentował przez kolejne kilkanaście miesięcy, dwukrotnie – w sezonie 1979 i 1981 – zajmując pierwsze miejsce w rozgrywkach konferencji zachodniej North American Soccer League. Krótko występował również w zespole Sockers w rozgrywkach futbolu halowego.
W 1981 roku Cuéllar powrócił do ojczyzny, podpisując umowę z drużyną Atletas Campesinos z siedzibą w Querétaro, gdzie mimo pozycji lidera ekipy nie odniósł z nią żadnych sukcesów, a po sezonie 1981/1982 klub został rozwiązany. Wówczas powrócił do Stanów Zjednoczonych, gdzie zasilił San Jose Earthquakes, który po roku zmienił nazwę na Golden Bay Earthquakes. Jego barwy reprezentował już do końca kariery w roli podstawowego gracza, lecz nie potrafił nawiązać z nią do osiągnięć odnoszonych z Pumas. Podobnie jak podczas gry w Sockers, występował również w rozgrywkach futbolu halowego – Major Indoor Soccer League. Profesjonalną karierę zdecydował się zakończyć w wieku 32 lat; później był jeszcze zawodnikiem innej amerykańskiej ekipy, San Diego Nomads, występującej w Western Soccer Alliance.

## Kariera reprezentacyjna
W 1972 roku Cuéllar został powołany przez szkoleniowca Diego Mercado do olimpijskiej reprezentacji Meksyku na Igrzyska Olimpijskie w Monachium. Tam był podstawowym zawodnikiem swojej drużyny, rozgrywając pięć spotkań od pierwszej do ostatniej minuty i dwukrotnie wpisując się na listę strzelców – w spotkaniach z Birmą (1:0) oraz RFN (1:1). Jego kadra w pierwszej rundzie zanotowała dwa zwycięstwa i porażkę, zajmując drugie miejsce w grupie, dzięki czemu awansowała do drugiej rundy. Tam z kolei osiągnęła remis i dwie porażki, przez co zakończyła rozgrywki na ostatniej lokacie w swojej grupie.
W seniorskiej reprezentacji Meksyku Cuéllar zadebiutował za kadencji selekcjonera Javiera de la Torre, 6 lutego 1973 w wygranym 2:0 meczu towarzyskim z Argentyną. W tym samym roku wystąpił również w trzech spotkaniach wchodzących w skład eliminacji do Mistrzostw Świata 1974, na które jego drużyna nie zdołała się jednak zakwalifikować. Swoje pierwsze bramki w kadrze narodowej strzelił za to 17 sierpnia 1975 w wygranej 7:0 konfrontacji z Kostaryką w ramach towarzyskiego turnieju Copa Ciudad de México (w którym jego reprezentacja ostatecznie triumfowała), kiedy to dwukrotnie wpisał się na listę strzelców. W 1978 roku, po uprzedniej grze w kwalifikacjach, znalazł się w ogłoszonym przez trenera José Antonio Rocę składzie na Mistrzostwa Świata w Argentynie. Tam był podstawowym graczem swojej drużyny i wystąpił we wszystkich trzech meczach od pierwszej do ostatniej minuty, a Meksykanie po komplecie porażek odpadli wówczas z mundialu już w fazie grupowej. Później grał jeszcze w eliminacjach do Mistrzostw Świata 1982, także nieudanych dla jego zespołu, a karierę reprezentacyjną zakończył ostatecznie na trzech zdobytych bramkach w czterdziestu rozegranych pojedynkach.

## Kariera trenerska
W 1998 roku Cuéllar został zatrudniony przez Meksykański Związek Piłki Nożnej na stanowisku selekcjonera reprezentacji Meksyku kobiet. W tym samym roku poprowadził ją na Złotym Pucharze CONCACAF, gdzie dotarł z nią do finału i tym samym zakwalifikował się na Mistrzostwa Świata 1999. Na amerykańskich boiskach jego podopieczne zanotowały komplet porażek w trzech spotkaniach i zakończyły swój udział w turnieju już w fazie grupowej. W 2002 roku zajął ze swoją drużyną trzecie miejsce w rozgrywkach Złotego Pucharu CONCACAF, za to w 2004 roku doszedł z Meksykankami do ćwierćfinału piłkarskiego turnieju kobiet na Igrzyskach Olimpijskich w Atenach. W 2006 roku powtórzył sukces sprzed czterech lat i ponownie zajął trzecią lokatę podczas Złotego Pucharu CONCACAF, natomiast w 2010 roku, podobnie jak dwanaście lat wcześniej, dotarł do finału tych rozgrywek. W 2011 roku drugi raz wziął udział w Mistrzostwach Świata, tym razem rozgrywanych w Niemczech, na których Meksykanki ponownie nie wyszły z grupy, tym razem notując bilans dwóch remisów i porażki. W 2012 roku poprowadził także reprezentację Meksyku U-20 kobiet na Młodzieżowych Mistrzostwach Świata w Japonii, odpadając z tego turnieju w ćwierćfinale.
Jego syn Christopher Cuéllar jest obecnie selekcjonerem reprezentacji Meksyku U-17 kobiet.